# Fab Filippo
Fabrizio Filippo (Toronto, 30 novembre 1973) è un attore, scrittore e regista canadese.

## Biografia
Fabrizio Filippo, detto “Fab”, è nato a Toronto, Canada, da genitori italiani. È sposato dal 2006 con Robin Payne, con cui ha un figlio.

## Carriera
I ruoli televisivi per cui è più noto sono quelli di Scott Hope in Buffy l'ammazzavampiri, del violinista Ethan Gold in Queer as Folk, di Dom Ramone in Siete pronti? e dell’avvocato Sam Caponelli in Billable Hours. Ha inoltre interpretato il ruolo di Tom nel film waydowntown, di Michael in The Life Before This e di Vittorio Innocente nella miniserie TV La terra del ritorno. È stato anche Roland Travis, protagonista della serie TV Level 9 e Johnny, un fantasma, in un episodio della serie Hai paura del buio? di Nickelodeon.
Filippo è presente anche sulla scena teatrale di Toronto come autore di testi.

## Filmografia

### Attore

#### Cinema
- Discesa all'inferno (Prom Night IV: Deliver Us from Evil), regia di Clay Borris (1992)
- Operazione Canadian Bacon (Canadian Bacon), regia di Michael Moore (1995)
- The Drive, regia di Romy Goulem (1996)
- The Life Before This, regia di Jerry Ciccoritti (1999)
- Waydowntown, regia di Gary Burns (2000)
- Hollywood North, regia di Peter O'Brian (2003)
- The Human Kazoo, regia di Fab Filippo - cortometraggio (2004)
- Love Is Work, regia di John Kalangis (2005)
- Couldn't Be Happier, regia di Jackie May - cortometraggio (2006)
- The Resurrection of Tony Gitone, regia di Jerry Ciccoritti (2013)
- Sorelle assassine (Perfect Sisters), regia di Stanley M. Brooks (2014)
- A Good Meal, regia di Jessie Wallace (2016)

#### Televisione
- Poliziotto a 4 zampe (Katts and Dog) – serie TV, 1 episodio (1990)
- Oltre la realtà (Beyond reality) – serie TV, 1 episodio (1992)
- Street Legal – serie TV, 2 episodi (1993)
- Siete pronti? (Ready or Not) – serie TV, 19 episodi (1993-1997)
- Hai paura del buio? (Are You Afraid of the Dark?) – serie TV, 1 episodio (1994)
- The Mighty Jungle – serie TV, 1 episodio (1994)
- Due South - Due poliziotti a Chicago (Due South) – serie TV, 1 episodio (1994)
- Against Their Will: Women in Prison – film TV (1994)
- TekWar – serie TV, 1 episodio (1995)
- Tucker e Becca, nemici per la pelle (Flash Forward) – serie TV, 1 episodio (1996)
- Liszt's Rhapsody – film TV (1996)
- Radiant City – film TV (1996)
- Dangerous Minds – serie TV, 1 episodio (1996)
- Lush Life – serie TV, 7 episodi (1996)
- Cracker: Mind Over Murder – serie TV, 1 episodio (1997)
- Hollyweird – film TV (1998)
- Poltergeist – serie TV, 1 episodio (1998)
- Buffy l'ammazzavampiri (Buffy the Vampire Slayer) – serie TV, 3 episodi (1998)
- Reunited – serie TV, 1 episodio (1998)
- Providence – serie TV, 1 episodio (1999)
- Undressed – serie TV, 4 episodi (1999)
- Action – serie TV, 6 episodi (1999-2000)
- Level 9 – serie TV, 12 episodi (2000-2001)
- Queer as Folk – serie TV, 10 episodi (2002-2003)
- La terra del ritorno – miniserie TV (2004)
- Tilt - serie TV, 5 episodi (2005)
- Puppets Who Kill – serie TV, 1 episodio (2005)
- Delilah & Julius – serie TV, 24 episodi (2005-2006)
- Billable Hours – serie TV, 26 episodi (2006-2008)
- Sybil – film TV (2007)
- Rent-a-Goalie – serie TV, 1 episodio (2008)
- Being Erica – serie TV, 5 episodi (2009-2010)
- The Dating Guy – serie TV, 26 episodi (2009-2010)

### Doppiatore
- The Adventures of Chuck & Friends – serie animata, 39 episodi (2011-2012)
- Detentionaire – serie animata, 27 episodi (2011-2012)